# Pánský klub
Pánský klub je česká filmová komedie z roku 2022 debutujícího režiséra a scenáristy Matěje Balcara. Film je adaptací stejnojmenné Balcarovy divadelní hry, která měla premiéru v Divadle Na Jezerce v roce 2019. Někteří herci si své role z divadla zopakovali (Kristýna Hrušínská, Milan Šteindler, Zdeněk Žák, Martin Leták), jiní se objevili v jiných rolích (Rudolf Stärz, Daniel Šváb). Ve filmu si dále zahráli Bolek Polívka, Jiří Mádl, Nela Boudová, Miluše Šplechtová, Hana Vagnerová nebo Jan Hrušínský.
Film se natáčel v létě 2021 v Praze, na Benešovsku a v Posázaví. Premiéra filmu v českých kinech proběhla dne 2. června 2022.

## O filmu
Nesourodá pětice mužů se setkává na terapeutickém sezení pro eroticky závislé, které vede nezkušená lektorka Linda (Kristýna Hrušínská). První z nich, středoškolský učitel Cyril (Jiří Mádl), má problémy v manželství a jen stěží odolává svým studentkám. Edu (Milan Šteindler) na terapii přihlásila jeho manželka kvůli jeho neustálým nevěrám. Ajťák Martin (Martin Leták) se chlubí svými milostnými zážitky, brzy ale vyjde najevo, že se mu v reálném životě nedaří ženu ani oslovit. Scenárista Přemek (Bolek Polívka) přemítá, zda má na sklonku svého života začít vážný vztah se svou dlouholetou milenkou. Poslední z mužů, stárnoucí rocker Gigi (Zdeněk Žák) naopak již nemá o intimní sbližování zájem. Lindě se terapie brzy vymkne z rukou a život všech, včetně ní, se začne rychle měnit.

## Obsazení
| Kristýna Hrušínská | psycholožka Linda Davidová                |
| Jiří Mádl          | učitel Cyril Borůvka                      |
| Milan Šteindler    | majitel cykloservisu Eda Malý             |
| Martin Leták       | ajťák Martin Pospíšil                     |
| Bolek Polívka      | scenárista Přemek Drahý                   |
| Zdeněk Žák         | rocker Gigi Volf                          |
| Nela Boudová       | Jitka, Edova manželka                     |
| Hana Vagnerová     | Marta, Cyrilova manželka                  |
| Elin Herbeck       | Karolína, Cyrilova dcera                  |
| Charlie Herbeck    | Petra, Cyrilova dcera                     |
| Matěj Balcar       | David Benda, Lindin expartner             |
| Miluše Šplechtová  | Vanda, Lindina matka                      |
| Jan Hrušínský      | Luky, Gigiho manažer                      |
| Dana Syslová       | Hana Malá, Přemkova milenka a Edova matka |
| Petr Brukner       | Jiří, Přemkův kamarád                     |
| Patricie Pagáčová  | Káťa, Martinova kolegyně                  |
| Petra Horváthová   | Gábina, Kátina kolegyně                   |
| Andrea Daňková     | herečka Ivana Štěpničková                 |
| Daniel Šváb        | šéf call centra                           |
| Rudolf Stärz       | Rudolf, Přemkův kamarád                   |
| Zuzana Žáková      | masérka                                   |
| Alena Hladká       | Šedivá                                    |
| Jiří Zajíc         | farář                                     |

## Recenze
Film získal od českých filmových kritiků průměrná až podprůměrná hodnocení:
- Mirka Spáčilová, iDNES.cz, 2. června 2022, [7]
- Stanislav Dvořák, Novinky.cz, 2. června 2022, [8]
- Martin Svoboda, Kinobox, 2. června 2022, [9]
- Roman Freiberg, Movie Screen, 3. června 2022, [10]
- Karolina Benešová, Červený koberec, 4. června 2022, [11]
- Jakub Peloušek, EuroZprávy.cz, 12. června 2022, [12]